# 奥田鑛一郎
奥田 鑛一郎（おくだ こういちろう、1920年（大正9年）3月19日 - 1995年（平成7年）3月17日）は、日本の会社経営者（三宅坂経営よろず相談所主宰、梁山泊・三宅坂倶楽部会長）、著述業、元陸軍軍人。旧名：奥田重武。
福島県会津若松市出身。陸士53期。終戦時は陸軍少佐。戦後、漁業会社経営を経て防衛庁に入り、主として情報関係に従事。1963年、防衛庁退庁。後、国連関係機関で調査活動に従事。のち会社経営のかたわら著作業。1995年3月17日、肝臓癌のため死去。

## 著書
- 『どっこい生きている　ビルマ魔境の元日本兵たち』1982年（サンケイ出版）
- 『師団長石原莞爾』（芙蓉書房）
- 『二・二六の礎　安藤輝三』（芙蓉書房）
- 『沖縄軍司令官　牛島満』1985年（芙蓉書房）
- 『空の先駆者　徳川好敏』（芙蓉書房）ISBN 9784829500736
- 『メコン源流「ニッポン村」―ある日本兵たちの戦後史』1990年（ビジネス社）ISBN 9784828404288
- 『楠木正成―千早城血戦録』1991年（ビジネス社）ISBN 9784828404479
- 『平成武士道株式会社―オールド・スピリットが行く』（ビジネス社）ISBN 9784828404608
- 『孫子の経営訓―風林火山の如し』1990年（マネジメント社）ISBN 9784837802532
- 『究極の統率法―将に将たる器とは何か』1990年（マネジメント社）ISBN 9784837802624
- 『天元の一石―平成の西郷どん山下元利の壮絶な生きざま』1993年（新人物往来社） ISBN 9784404020321